# George Chance (cầu thủ bóng đá)
George Harold Chance (25 tháng 12 năm 1896 – 11 tháng 7 năm 1952) là một cầu thủ bóng đá người Anh của thập niên 1920.  Sinh ra ở Stourbridge, ông gia nhập Gillingham từ Bristol Rovers năm 1924 và có 40 lần ra sân cho câu lạc bộ ở Football League, ghi 4 bàn. Ông gia nhập Millwall năm 1925, có 191 lần ra sân và 24 bàn.